# Djupvik och Fagerfjäll
Djupvik och Fagerfjäll – miejscowość (tätort) w Szwecji, w regionie administracyjnym (län) Västra Götaland, w gminie Tjörn.
Według danych Szwedzkiego Urzędu Statystycznego liczba ludności wyniosła: 284 (31 grudnia 2015), 211 (31 grudnia 2018) i 210 (31 grudnia 2019).